# Spindler Béla
Spindler Béla (Székesfehérvár, 1954. október 2. – 2018. szeptember 1.) Jászai Mari-díjas magyar színész, érdemes művész, a kaposvári Csiky Gergely Színház örökös tagja.

## Életpályája
Szülei Spindler Béla és Major Terézia voltak. 1974–1978 között a Színház- és Filmművészeti Főiskola hallgatója volt Marton Endre osztályában. 1976–1978 között a Nemzeti Színház színművésze volt. 1978–2002 között a kaposvári Csiky Gergely Színház tagja volt. 1992–1993 között a Magyar Színészkamara ügyvivője volt. 2002-ben a Pesti Magyar Színház vendégművésze volt. 2002–2003 között a Vidám Színpadon lépett fel. 2003-2009 között a Nemzeti Színház tagja. 2009-2017 között ismét a kaposvári Csiky Gergely Színház színésze volt. A Kaposvári Egyetem színészképzésének beszédtanára is volt.
Szabadfoglalkozású színészként játszott a Jászai Mari Színházban, a Népházban, s újra a kaposvári Csiky Gergely Színházban.
2018. szeptember 1-je hajnalán váratlanul hunyt el.

## Magánélete
1989-ben házasságot kötött Lubics Irénnel, akinek két gyermeke született korábbi kapcsolatából.

## Színházi szerepei
A Színházi Adattárban regisztrált bemutatóinak száma: 168, ugyanitt hatvanöt előadásfotón is látható.
- Voltaire–Bernstein: Candide....Candide
- Kander–Ebb: Kabaré....Konferanszié
- Lehár Ferenc: A víg özvegy....Danilo
- Kálmán Imre: Marica grófnő....Endrődy
- Kleist: Az eltört korsó....Ruprecht
- Harold Pinter: A melegház....Gibbs
- Kálmán Imre: Csárdáskirálynő 1916....Kerekes Ferkó
- Kacsóh Pongrác: János vitéz....Kukorica Jancsi
- Rogers: Tom Jones....Tom Jones
- Szirmai Albert: Mágnás Miska....Mágnás Miska
- Victor Hugo: A királyasszony lovagja....Ruy Blas
- Bulgakov: Mester és Margarita....Hontalan Iván
- Ifjabb Johann Strauss: A cigánybáró....Barinkay Sándor
- Shaw: Szent Johanna....Cauchon püspök
- Móricz Zsigmond: Úri muri....Szakhmáry Zoltán
- Eörsi István: Kihallgatás....Fóti alezredes
- Orwell-Hall: Állatfarm....Hólabda; disznó
- Puskin: Borisz Godunov....Puskin
- Hervé: Nebáncsvirág....Celestin
- Milne: Micimackó....Micimackó
- Csehov-Jeles András-Spiró György: Valahol Oroszországban....Kuligin
- Paso: Hazudj inkább kedvesem....Carlos
- Csepreghy Ferenc: A sárga csikó....Bakaj András
- William Shakespeare: 
  - Romeo és Júlia....Capulet
  - Titus Andronicus....Mór
  - Lear király....Alban
  - III. Richárd....Lord Stanley
- Gorkij: Éjjeli menedékhely....Medvegyev
- Nagy Ignác: Tisztújítás....Tornyai
- Kesey: Kakukkfészek....Martini
- Dürrenmatt: Az öreg hölgy látogatása....Polgármester
- Göncz Árpád: Pesszimista komédia....Miklós
- Kosztolányi Dezső: Édes Anna....Vázy Kornél
- Molnár Ferenc: 
  - Az üvegcipő....Sápos
  - Ibolya....Igazgató
- Tasnádi István: Kokainfutár....Apa
- Hamvai Kornél: Körvadászat....Marján Viktor
- Miller: Az ügynök halála....Charley
- Szomory Dezső: Bella....Röghegyi Kálmán
- Remenyik Zsigmond: Pokoli disznótor....Gazda
- Ludwig: Káprázatos hölgyek, vagy amit akartok....Doki
- Vaszary Gábor: Az ördög nem alszik....Victor
- Vörösmarty Mihály: Csongor és Tünde....Fejedelem
- Miklós-Kocsák-Móricz: Légy jó mindhalálig....Igazgató

## Filmjei

### Tévéfilmek
- Sztrogoff Mihály (1975)[11]
- Mednyánszky (1978)
- Gombó kinn van (1979)
- Vizsgálat Martinovits Ignác szászvári apát és társai ügyében (1980)
- Liszt Ferenc (1982)
- A tökfilkó (1982)
- A revizor (1984)
- A nagymama (1986)
- Kisváros (1993-1999)
- Patika (1995)
- Koltai-Galla Gála (2001)
- Tűzvonalban (2008)
- Munkaügyek (2012)
- Hacktion: Újratöltve (2013)

### Játékfilmek
- Fekete gyémántok (Jacques) (1976)
- Felhőjáték (1984)
- Titánia, Titánia, avagy a dublőrök éjszakája (1988)
- Ismeretlen ismerős (1989)
- Félálom (1991)
- Sose halunk meg (1993)
- Jó éjt, királyfi (1994)
- Szamba (1996)
- Ámbár tanár úr (1998)
- Európa expressz (1999)
- Csocsó, avagy éljen május elseje! (2001)
- Előre! (2002)
- A fény ösvényei (2005)
- Sorstalanság (2005)
- Szőke kóla (2005)
- Mínusz (2006)
- A hét nyolcadik napja (2006)
- Buhera mátrix (2007)
- Casting minden (2008)
- Rózsaszín sajt (2009)

## Díjai, kitüntetései
- Komor István-emlékgyűrű (1982)
- Pro arte Somogy (1987)
- Jászai Mari-díj (1988)
- A Magyar Köztársasági Érdemrend lovagkeresztje (2001)
- A Csiky Gergely Színház örökös tagja (2014)[9]
- Érdemes művész (2015)